# Hiedelemmonda
A hiedelemmonda a mondák olyan fajtája, mely az élő hiedelmekből táplálkozik, a hiedelmek epikus vonásiait alakítja kerek elbeszéléssé (lásd: fabulat). Nem minden hiedelemből alakul ki történet, egy részük megmarad a közlés és a memorat fokán. Korábban a „babonás történet” kifejezést használták rájuk, Honti János nevezte őket mondának. Másik elnevezés a mitikus monda. A hiedelemmondákban többnyire élő hiedelemalak szerepel (a falu boszorkánya és még sok más.), de léteznek olyan mondák is, melyek nem élő szereplőket (mint az óriás) vonultatnak fel, s ezek többnyire vándormondák.

## Csoportosításuk
A csoportosítás a mondákban szereplő lények és jellemző cselekmények együtteséből vezethető le. a fő csoportok:
- végzetről szóló mondák
- halászmondák
- kísértetmondák (halottakról, halálról, kísértetjárásról szóló mondák)
- kísértetjárta helyekről szóló mondák
- túlvilágjárásról szóló mondák
- túlvilágjárókról, elátkozott személyekről szóló mondák
- elvarázsolt lényekről, ördögről, sárkányról szóló mondák
- gyógyítókról, boszorkányokról, betegségdémonokról szóló mondák
- mitikus állatokról és növényekről szóló mondák (házikígyó)
- tabumondák
- kincsesmondák